# Casilda de Padilla

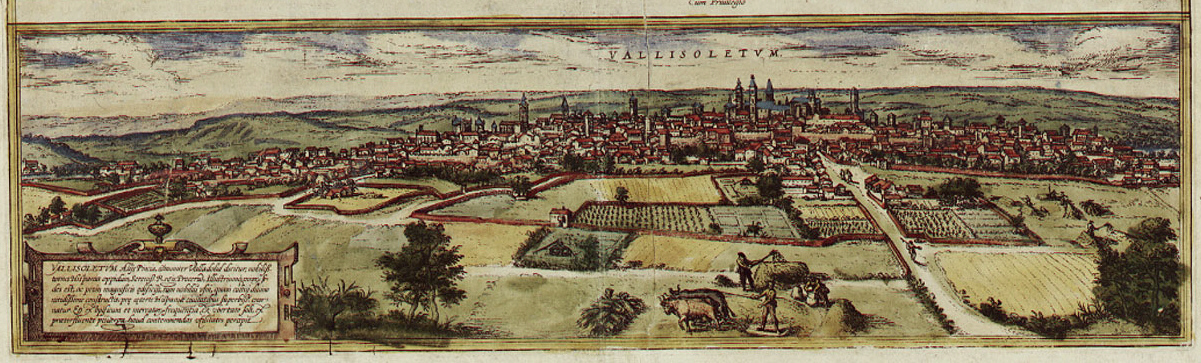
Valladolid, lugar de residencia de Casilda hasta 1581, en un grabado del Civitatis Orbis Terrarum. (c.1572)

Casilda de Padilla (en ocasiones, también, Casilda de Acuña) (-Burgos, 1618) fue una noble y religiosa castellana.

## Biografía
Fue una de los cuatro hijos del matrimonio formado por Juan de Padilla y Manrique, adelantado mayor de Castilla; y María de Acuña, quien, desde 1592, sería VII condesa de Buendía. Sus hermanos fueron:
- Antonio de Padilla, que ingresó en la Compañía de Jesús en 1572.[2]
- Luisa de Padilla (¿?- Lerma 1614): profesó como monja franciscana pero se vio obligada a renunciar a sus votos y contraer matrimonio con su tío Martín de Padilla y Manrique como así nos lo describe el padre Luis de la Puente: se quedó en el siglo acompañando à su madre con voto de perpetua castidad, fue necesario que la obligassen à pedir dispensación de el voto, por justas causas que se ofrecieron, para casarle, y perpetuar su sucessión. Sin embargo, a la muerte de éste en 1602, profesa de nuevo como monja en las Carmelitas Descalzas de Talavera de la Reina el 23 de febrero de 1607 para, al año siguiente, ser promovida a la dignidad de priora en el monasterio fundado por su consuegro el I duque de Lerma, Francisco de Sandoval, en esta villa burgalesa, donde falleció en 1614.
- María de Acuña: profesó como monja dominica en el convento de Santa Catalina de Siena de Valladolid.

Quedó huérfana de padre en 1563. En su infancia vivió con su madre y sus hermanos en Valladolid en casa de su abuela paterna María Manrique. En 1572, tras el ingreso de su hermano Antonio en la Compañía de Jesús, Casilda se convertiría en heredera del cargo de adelantado mayor de Castilla. Es entonces cuando Casilda comenzó a manifestar una vocación religiosa sintiéndose atraída para profesar como carmelita descalza, llegando a escaparse dos veces al recién fundado convento carmelita de la ciudad (convento de la Concepción del Carmen). Esta vocación se vería fuertemente contrariada por su familia, en atención a la herencia que atesoraba Casilda como heredera de la casa de Padilla. Casilda se encontraba entonces comprometida con su tío paterno, Martín de Padilla (que acabaría casando con su hermana menor Luisa).Teresa de Jesús intervendría a favor de Casilda, que acabaría profesando como carmelita descalza el 13 de enero de 1577 en el convento de la Concepción del Carmen de Valladolid. Para su profesión por razón de su corta edad se pidió dispensa a Roma, además Casilda tuvo que renunciar a su herencia. Teresa de Jesús relataría estos hechos en los capítulos X y XI de su Libro de las Fundaciones.
En 1581, como consecuencia de las presiones de su madre, Casilda acabaría abandonando el convento de la Concepción del Carmen. De acuerdo con los deseos de su madre, pasó a profesar en el convento de franciscanas concepcionistas que habían fundado en 1526 en Santa Gadea, los abuelos paternos de Casilda: Antonio de Padilla y Maria Manrique. En 1589 el convento se trasladaría a unas casas de la plaza de la Vega en Burgos. En ese momento, Casilda era abadesa del convento que contaba con 37 religiosas.
Murió en Burgos en 1618.